# テトラペプチド

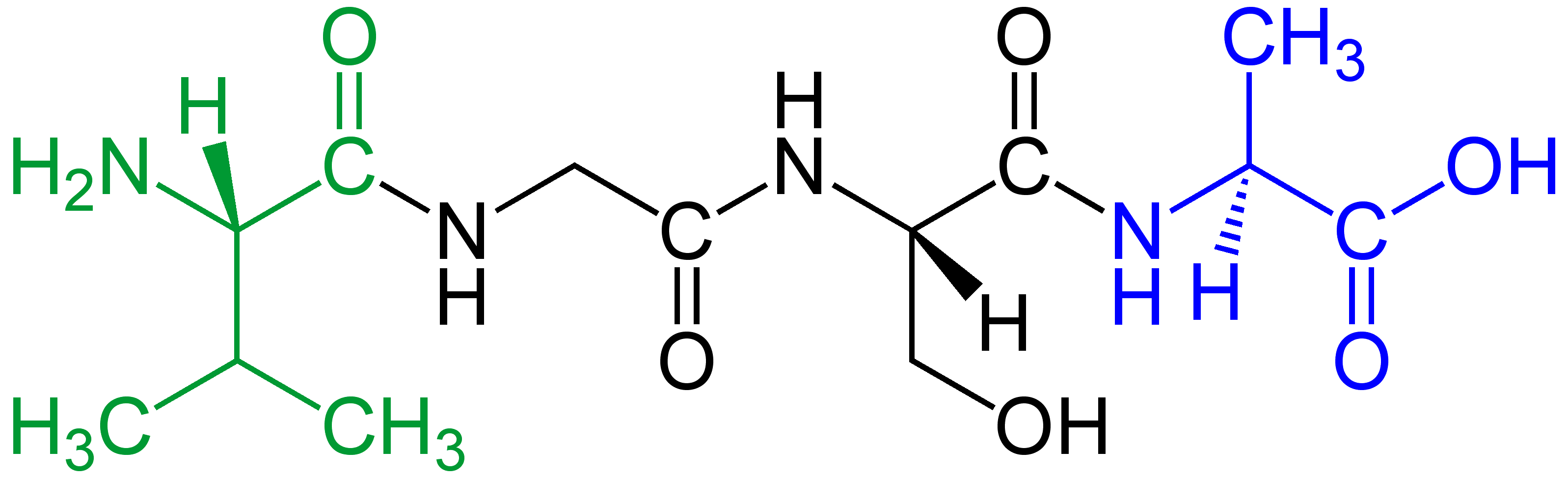
図はトリペプチドの例でVal-Gly-Ser-Alaである。左側(緑)はN末端であり、アミノ基-N2Hを有する(図ではL-バリン)。右側(青)はC末端であり、カルボン酸-COOHを有する(図ではL-アラニン)。

テトラペプチド（tetrapeptide）とは、アミノ酸4個だけで構成されたペプチドである。オリゴペプチドに分類される。各アミノ酸はペプチド結合により結合している。テトラペプチドの多くは薬効を有し、タンパク質―タンパク質間のシグナル伝達における受容体に対して親和性と特異性を有する。テトラペプチドには鎖式と環式が存在する。環式テトラペプチドでは4つのアミノ酸がペプチド結合またはその他の共有結合で環状構造をとる。
テトラペプチドの例を以下に示す。
- タフトシン (L-Thr-L-Lys-L-Pro-L-Arg)は免疫系に対して薬効を持つ。マクロファージ活性および白血球の食作用を増強する。
- Rigin (Gly-L-Gln-L-Pro-L-Arg)たタフトシンと類似の薬効を示す。
- Postin (Lys-Pro-Pro-Arg) はシスタチンCのN末端ペプチドである。タフトシンの拮抗物質である。
- エンドモルフィン-1(Endomorphin-1) (H-Tyr-Pro-Trp-Phe-NH2)とエンドモルフィン-2 (H-Tyr-Pro-Phe-Phe-NH2)は、知られている中でμオピオイド受容体に対して最も特異性が高い物質である。
- モルフィセプチン(Morphiceptin) (H-Tyr-Pro-Phe-Pro-NH2)は、β-カゼインから単離されたカソモルフィンの一種である。
- グルテンエクソルフィンA4(Gluten exorphines A4) (H-Gly-Tyr-Tyr-Pro-OH)およびB4 (H-Tyr-Gly-Gly-Trp-OH)は、グルテンから単離されたペプチドである。
- チロシン-MIF-1 (H-Tyr-Pro-Leu-Gly-NH2)はオピオイドの内因性調節因子である。
- テトラガストリン (Tetragastrin) (N-((フェニルメトキシ)カルボニル)-L-Trp-L-Met-L-Asp-L-フェニルアラニンアミド)はガストリンのC末端ペプチドである。同等の薬効と生理活性を有する範囲で、最小のガストリンのフラグメントである。
- Kentsin (H-Thr-Pro-Arg-Lys-OH)は、女性ホルモンから初めて単離された避妊ペプチド成分である。
- アカチン-I(Achatin-I) (Gly-Phe-Ala-Asp)は、アフリカマイマイ(Achatina fulica)から単離された神経興奮性物質である。
- テントキシン (Tentoxin) (シクロ(N-Met-L-Ala-L-Leu-N-Met-trans-デハイドロフェニル-Ala-Gly))は、アルテルナリア属の病原性真菌から単離された環式テトラペプチドである。
- Rapastinel (H-Thr-Pro-Pro-Thr-NH2)はNMDA型グルタミン酸受容体の部分刺激薬である。抗うつ病薬効を持つ。
- HC-トキシン(HC-toxin)(シクロ(D-Pro-L-Ala-D-Ala-L-Aeo)はトウモロコシ病原性真菌Cochliobolus carbonumの病毒成分である。